# Neurone

Schéma complet d'un neurone.

Un neurone, ou une cellule nerveuse, est une cellule excitable constituant l'unité fonctionnelle de la base du système nerveux.
Les neurones assurent la transmission d'un signal bioélectrique appelé influx nerveux. Ils ont deux propriétés physiologiques : l'excitabilité, c'est-à-dire la capacité de répondre aux stimulations et de convertir celles-ci en impulsions nerveuses, et la conductivité, c'est-à-dire la capacité de transmettre les impulsions.
La compréhension du fonctionnement du neurone et du système nerveux, particulièrement chez l'homme, est l'objet d'étude des neurosciences. Ses applications recouvrent la médecine, la psychologie et l'informatique (via les réseaux de neurones artificiels).

## Histoire
Grâce au développement de la microscopie optique et à la coloration, Santiago Ramon y Cajal a été le premier à réaliser des descriptions histologiques détaillées du système nerveux. Il décrit le système nerveux central comme composé de différents types de cellules disposant de prolongements dendritiques et axonaux. Entre ces neurones, il identifie une discontinuité que Charles Scott Sherrington nommera « synapse » en 1897.
Le terme « neurone » est introduit dans le vocabulaire médical en 1881 par l'anatomiste allemand Heinrich Wilhelm Waldeyer.
Dès le début des années 1950, les biologistes Alan Hodgkin et Andrew Huxley ont découvert que l'influx nerveux provenait de changements de la perméabilité membranaire aux ions.
De nouveaux types de neurones sont régulièrement découverts au sein des organismes de diverses espèces. Plus rarement on en découvre encore chez l'humain, avec par exemple en 2018 la description d'un nouveau type de cellule neuronale trouvé dans la couche externe du cortex, une zone du cerveau qui abrite de nombreux types de neurone capables d'inhiber l'activité d'autres neurones. Il a été trouvé lors d'une étude cherchant à répertorier tous les types de cellules humaines cérébrales en combinant l'anatomie et la génétique. Baptisé « rosehip », cette cellule est plus petite et compacte que les autres neurones, organisée en faisceau dense et buissonnant autour d’un gros bouton central en forme de bulbe. Selon l'étude parue dans Nature Neurosciences, ce type de neurone et son expression génétique semblent manquer chez la souris.

## Dans le règne animal

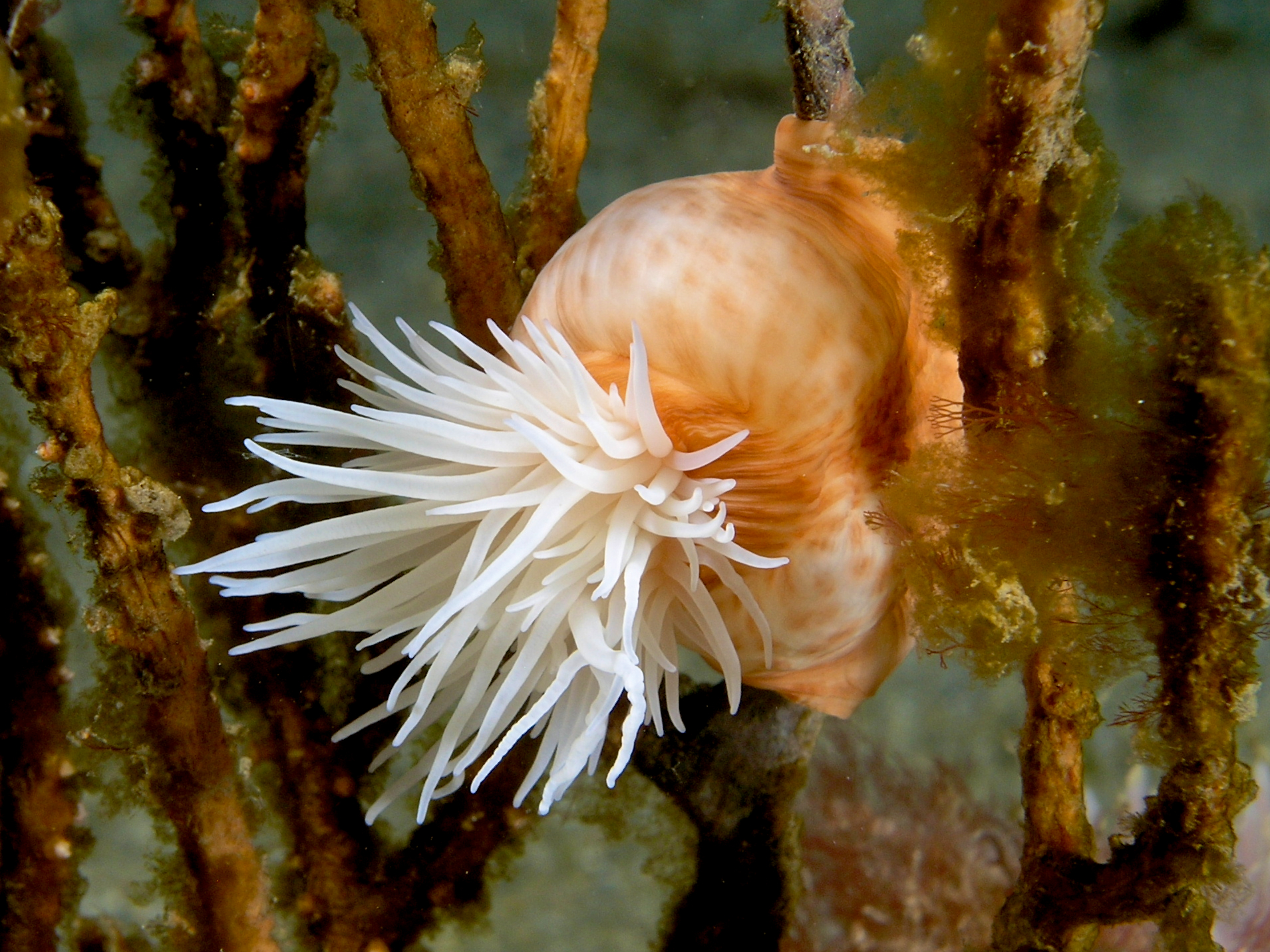
Anémone de mer, un cnidaire fixé.

Les neurones sont présents chez tous les animaux à l'exception des éponges et des placozoaires.
Chez les cnidaires et les cténaires, les neurones ne sont pas polarisés, le signal nerveux passe dans les deux sens. On ne parle donc pas de dendrites ou d'axones mais de neurites.
Chez les bilatériens, il y a apparition d'une spécialisation des neurites en prolongement émetteur (axone) ou récepteur (dendrite).

### Origine
Il existe deux hypothèses majeures concernant l'apparition des neurones :
- ils seraient apparus chez les eumétazoaires et constitueraient donc une synapomorphie de ce groupe. Dans cette hypothèse les cténaires font partie des eumétazoaires. Il s'agit de l'hypothèse dominante actuellement ;
- ils seraient apparus indépendamment chez les eumétazoaires et les cténaires (qui ne font alors pas partie des eumétazoaires).

Le génome d’Amphimedon queenslandica, une éponge de la Grande Barrière de corail, a été séquencé en 2010. Il comporte plusieurs gènes qui, chez les eumétazoaires, sont impliqués dans le fonctionnement des synapses, alors que les éponges n'ont pas de système nerveux. En 2021, l'ARN de cellules individuelles de Spongilla lacustris, une éponge d'eau douce, a révélé que ces gènes « synaptiques » sont exprimés dans des cellules concentrées autour des chambres digestives de l'éponge. L'examen de ces cellules « neuroïdes », par microscopie électronique et imagerie X, montre qu'elles tendent de longues protubérances vers les choanocytes, qui sont d'autres cellules chargées du système de filtrage de l'éponge et de la capture de la nourriture, et qui portent elles-mêmes des protrusions. L'interprétation des chercheurs est que les protubérances permettent aux cellules neuroïdes de communiquer avec les choanocytes, pour qu'ils interrompent le filtrage et permettent ainsi de nettoyer les chambres digestives des débris accumulés. Cette étude suggère que les neurones ont évolué à partir de cellules digestives,.

## Chez l'être humain

### Dénombrement
Le nombre total de neurones du cerveau humain est estimé dans une fourchette de 86 à 100 milliards (1011),. L'intestin en compte environ 500 millions, et le cœur environ 40 000.
Les neurones sont toutefois moins nombreux que les cellules gliales (il y a généralement 3 cellules gliales pour un neurone). Ces dernières sont le second composant du tissu nerveux assurant plusieurs fonctions dont le soutien et la nutrition des neurones.

### Structure

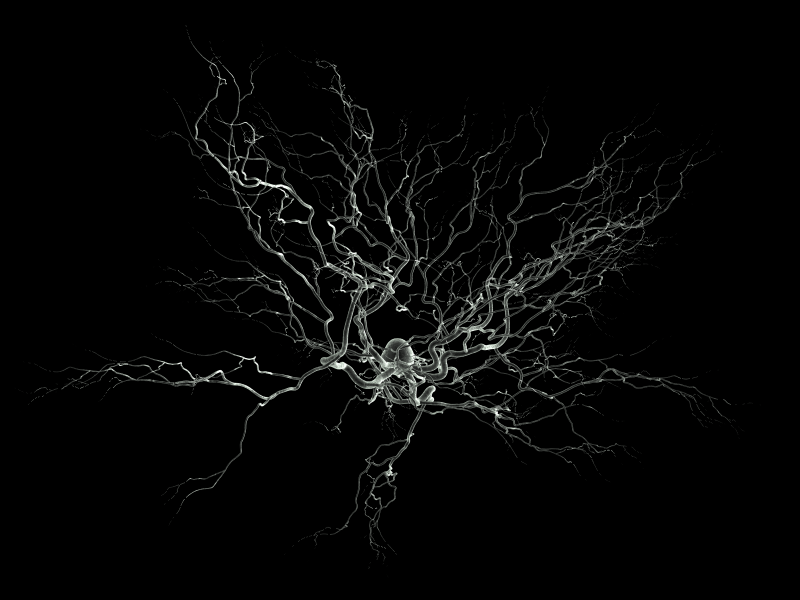
Vue d'artiste : un neurone observé au microscope électronique à balayage.

Schéma d'un neurone.

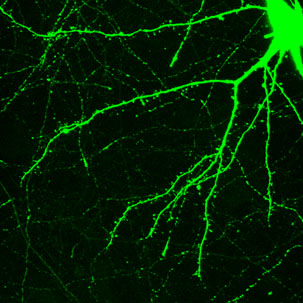
Neurone d'hippocampe exprimant une protéine fluorescente (GFP) permettant d'observer les dendrites avec des épines dendritiques.

Le neurone est composé d'un corps appelé péricaryon ou corps cellulaire ou encore soma, et de deux types de prolongements : l'axone, unique, qui en tant qu'émetteur conduit le potentiel d'action du cône axonique vers sa terminaison, et les dendrites, qui sont en moyenne 7 000 par neurone et qui sont pour un neurone jouant un rôle de transmetteur les récepteurs du potentiel d'action. La morphologie, la localisation et le nombre de ces prolongements, ainsi que la forme du soma, varient et contribuent à définir différentes familles morphologiques de neurones.

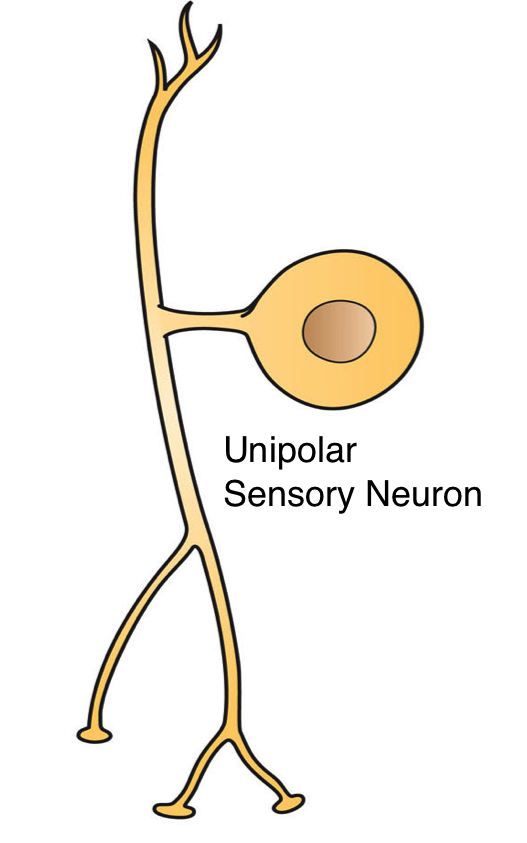
Un neurone unipolaire, présentant son axone ramifié avec un prolongement orienté vers le système nerveux périphérique (en haut) et muni de récepteurs spécialisés, le prolongement central (en bas) doté de télodendrons étant relié au SNC via des boutons synapsaux.

Il existe ainsi trois types de neurones en fonction de leur structure : neurones unipolaires (un seul axone ; cas de la plupart des neurones sensitifs —dans ce cas, la fonction de réception est assurée par des récepteurs sensoriels, sortes de dendrites spécialisées présentes à l'extrémité d'un prolongement périphérique de l'axone), bipolaires (un seul axone et une seule dendrite présents dans quelques organes sensoriels) et multipolaires (un seul axone, nombreuses dendrites ; cas des interneurones et neurones moteurs). Les neurones peuvent aussi être classés selon leur fonction : les neurones sensitifs, qui transmettent l'information (influx nerveux) de la périphérie vers le système nerveux central ; les interneurones, qui au sein du système nerveux central transmettent l'influx nerveux entre deux autres neurones, et enfin les neurones moteurs, qui transmettent l'information depuis le système nerveux central jusqu'aux muscles et glandes.
Le diamètre du corps des neurones varie selon leur type, de 5 à 120 μm. Il contient le noyau, bloqué en interphase et donc incapable de se diviser, et le cytoplasme. On trouve dans le cytoplasme le réticulum endoplasmique rugueux (formant les corps de Nissl des histologistes), les appareils de Golgi, des mitochondries et des neurofilaments qui se regroupent en faisceau pour former des neurofibrilles.
L'axone (ou fibre nerveuse) a un diamètre compris entre 1 et 15 μm, sa longueur varie d'un millimètre à plus d'un mètre. Le cône d'émergence, région extrêmement riche en microtubules, constitue l'origine de l'axone. Il est également appelé zone gâchette car il participe à la genèse du potentiel d'action. Il décrit un trajet plus ou moins long (quelquefois plusieurs mètres)[Quand ?] avant de se terminer en se ramifiant (c'est l'arborisation terminale). Chaque ramification se termine par un renflement, le bouton terminal ou bouton synaptique où s'accumulent des vésicules synaptiques contenant un neurotransmetteur. Cependant, s'observent aussi des « enfilades » de renflements synaptiques sur un même segment axonal constituant des synapses en passant. La membrane plasmique de l'axone, ou axolemme (en), borde l'axoplasme en continuité avec le cytoplasme du péricaryon. Il est constitué de neurofilaments et de microtubules qui sont parcourus par des vésicules (celles-ci sont produites par le réticulum endoplasmique rugueux et les appareils de Golgi). Certains axones sont recouverts d'une gaine de myéline, formée par des cellules gliales, les cellules de Schwann dans le système nerveux périphérique, et les oligodendrocytes dans le système nerveux central. On estime qu'environ un axone sur trois est recouvert de myéline. Le recouvrement des axones par la myéline est en fait discontinu, séparé par les nœuds de Ranvier, lesquels sont isolés par des astrocytes. Ce recouvrement permet une plus grande vitesse de passage de l'information nerveuse.
Les dendrites sont nombreuses, courtes et très ramifiées dès leur origine. Elles sont parfois recouvertes d'épines dendritiques (élément post-synaptique). Le dendrite conduit l'influx nerveux, induit à son extrémité, jusqu'au corps cellulaire : c'est un prolongement afférent. Des vésicules peuvent également y circuler le long des faisceaux de microtubules.
Les axones sont rassemblés en faisceaux, eux-mêmes reliés par du tissu conjonctif (endonèvre et périnèvre) formant les tractus et les nerfs.

### Génétique neuronale
L'ADN des neurones est, comme dans tout autre type cellulaire, susceptible de subir des modifications (délétions de chromosomes, duplications de séquences, événements de transposition, mutations ponctuelles…). Cependant, des expériences de séquençage de neurones au sein d'un même cerveau, ont montré que les neurones étaient plus sujets à ces événements que les autres cellules d'un même organisme. Ce phénomène s'appelle le mosaïcisme du cerveau (Brain mosaicism) et est observé chez différentes espèces.
Les mécanismes sous-jacents à ce plus grand mosaïcisme somatique des cellules du cerveau par rapport aux cellules d'autres organes sont encore peu connus, les conséquences de ce mosaïcisme comme l'éventuel effet physiologique qu'il pourrait avoir dans la plasticité neuronale ou encore dans diverses pathologies font l'objet d'intenses études et financements.

### Concentrations ioniques et potentiels
Les neurones disposent d'ions leur permettant de varier leur potentiel, d'avoir des courants ioniques et aussi de créer des potentiels d'actions (ou influx nerveux, voir prochaine section).
À chaque instant, nos neurones possèdent des potentiels de membrane qui existent grâce aux gradients électrochimiques exercés par les ions, notamment les cations sodium et potassium. L'exemple le plus commun en neurosciences est celui du potentiel de repos et du potentiel d'action. Le potentiel de repos est dû à l'action de la pompe sodium-potassium, qui permet de pomper le potassium à l'intérieur de l'axone et du sodium à l'extérieur, mais aussi à la perméabilité sélective des ions au repos, c'est-à-dire le fait que la membrane est plus perméable au potassium qu'au sodium, ce qui provoque un déficit d'ions positifs à l'intérieur. Le potentiel de repos dans un neurone humain est d'environ –70 mV. Ce potentiel est situé entre le potentiel d'équilibre du sodium et du potassium (le potentiel d'équilibre étant le potentiel obtenu en supposant que la membrane n'est perméable qu'à un seul ion,).
Le potentiel d'équilibre d'un ion {\displaystyle \Delta \Psi } (en volt) est donné par l'équation de Nernst :
{\displaystyle \Delta \Psi ={\frac {RT}{ZF}}\ln({\frac {C_{o}}{C_{i}}})}.
Avec :
- la constante des gaz parfaits {\displaystyle R} ;
- la température (en kelvin) {\displaystyle T} ;
- la charge de l'ion {\displaystyle Z} ;
- la constante de Faraday {\displaystyle F} ;
- les concentrations extra-cellulaire {\displaystyle C_{o}} et intra-cellulaire {\displaystyle C_{i}} de l'ion.

Remarque :
Dû au fait que la concentration ionique des ions K+ dans le milieu intracellulaire est plus grande que celle dans le milieu extracellulaire (voir tableau ci-dessous), les canaux potassiques ouverts vont créer un efflux (par gradient de concentration) pour pouvoir atteindre le potentiel d'équilibre EK+ qui est de -90mV environ.

Canal sodique neuronal

À l'inverse, les canaux sodiques vont créer un influx (l'inverse d'efflux) d'ions Na+ pour pouvoir là aussi atteindre le potentiel d'équilibre ENa+ (83 mV).
| Ions           | Intracellulaire   | Extracellulaire   |
| -------------- | ----------------- | ----------------- |
| Potassium (K+) | 140 mM            | 5 mM              |
| Sodium (Na+)   | 5-15 mM           | 145 mM            |
| Chlorure (Cl−) | 4-30 mM           | 110 mM            |
| Calcium (Ca2+) | 0,0001 mM         | 1-2 mM            |
| Hydron (H+)    | 10−4 – 2 × 103 mM | 10−4 – 4 × 103 mM |

Informations : Ce tableau est directement repris du livre Neurosciences 5e édition aux éditions de boeck car il illustre de manière simple et les valeurs sont semblables à tout autre véritable tableau de ce genre. Cependant, les concentrations pour l'hydron proviennent de Biologie Cellulaire et moléculaire de Karp 4e édition.
Dans ce tableau, mM est ici une ancienne unité, signifiant millimolaire (10−3 mol/l).
Remarque :
Les valeurs intracellulaires pour les ions sodium, 5–15 mM, dépendent du mammifère en question. Il en va même pour les ions chlorures, hydrons et calcium.

### L'influx nerveux
L'influx nerveux est un message électrique, qui se transmet au sein d'un même neurone, du corps cellulaire vers le bouton terminal ou synaptique, en passant par l'axone.

Canal potassique neuronal

Au repos, il y a une différence de potentiel négative (de l'ordre de -60 mV à -90 mV, c'est le potentiel de repos) entre la face intracellulaire de la membrane du neurone et sa face extracellulaire. (voir section Concentrations ioniques)
L'influx nerveux se caractérise par une modification instantanée et localisée de la perméabilité de la membrane du neurone : des ions sodium (Na+) pénètrent dans la cellule en passant à travers des canaux ioniques rapides sélectivement perméables au sodium, ce qui augmente le potentiel. Puis, presque immédiatement, les ions potassium (K+) sortent progressivement de la cellule en passant à travers d'autres canaux ioniques, perméables au potassium, ce qui a tendance à ralentir la montée du potentiel membranaire. Ce potentiel s'accroît quand même et prend alors une valeur positive (jusqu'à environ +50 mV) proche du potentiel électrochimique d'équilibre du sodium. Ce phénomène porte le nom de dépolarisation. À partir de là, les canaux sodiques se bloquent brutalement et le potentiel de membrane dégringole alors pour aboutir à une valeur plus basse que la valeur du potentiel de repos : on parle de repolarisation puis d'hyperpolarisation. Le potentiel obtenu est proche du potentiel d'équilibre du potassium. Puis il y a une phase de retour à la normale. La variation locale, transitoire et stéréotypée du potentiel transmembranaire de l'axone comprenant la dépolarisation et la repolarisation, s'appelle le potentiel d'action. Il ne dure que quelques millisecondes. Le potentiel d'action, ou influx nerveux, se propage de proche en proche le long de l'axone du neurone, ou d'un nœud de Ranvier à l'autre (conduction saltatoire).
Remarques :
1. Lorsque les canaux sodiques sont ouverts, la membrane est totalement insensible aux stimuli additionnels. La cellule est en période réfractaire absolue. Durant la repolarisation, la membrane peut être stimulée par un stimulus très important. Cette période est appelée période réfractaire relative ;
2. À la suite de l'existence d'un potentiel seuil, le potentiel d'action suit la loi du « tout ou rien »[30].

### Les synapses
Le relais principal qui assure la transmission de l'influx nerveux est la synapse. Il y en a de 1 à plus de 100 000 par neurone (moyenne 10 000).
Il existe deux sortes de synapses :
- les synapses électriques (jonction GAP, également appelées jonction communicante), qui sont surtout retrouvées chez les invertébrés et les vertébrés inférieurs, rarement chez les mammifères ;
- les synapses chimiques, très majoritaires chez les mammifères et l'homme. Certains circuits cérébraux, nécessitant une grande rapidité pour assurer la survie, ont conservé des synapses électriques.

La synapse est constituée d'un élément présynaptique, d'une fente synaptique et d'un élément postsynaptique.
- l'élément présynaptique est soit la membrane du bouton terminal de l'axone, soit la membrane d'une dendrite. C'est le lieu de synthèse et souvent d'accumulation du neuromédiateur. Il assure la libération du neuromédiateur sous l'influence d'un potentiel d'action. Il contient les vésicules présynaptiques, contenant le neuromédiateur. Il existe 4 types de vésicules :
  - les vésicules arrondies à centre clair, sphériques, de diamètre de 40 à 60 nm. Elles contiennent l'acétylcholine, l'acide glutamique, et la substance P,
  - les vésicules aplaties à centre clair, de forme plutôt ovale, avec un diamètre de 50 nm. Elles contiennent le GABA et la glycine, donc des neurotransmetteurs inhibiteurs,
  - les petites vésicules à centre dense, de forme sphérique, et de diamètre de 40 à 60 nm. Elles contiennent la noradrénaline, la dopamine, et la sérotonine,
  - les grandes vésicules à centre dense, sphériques, de 80 à 100 nm de diamètre ;
- l'élément postsynaptique peut être la membrane d'un axone, d'un péricaryon, d'une dendrite, d'une cellule somatique (exemple : cellule musculaire). Suivant leur effet, on différencie les synapses excitatrices et les synapses inhibitrices. Il y a un épaississement de la membrane postsynaptique, qui devient très large et très dense (ceci permet, au microscope électronique, de repérer aisément le sens de propagation de l'information) ;
- la fente synaptique, qui mesure environ 20 nm de large. Elle est remplie de matériel dense parallèle aux membranes.

D'habitude, le lieu initial de la dépolarisation est la membrane postsynaptique. L'influx nerveux se propage ensuite le long de la membrane de la dendrite puis du péricaryon en s'atténuant peu à peu. Si au niveau du cône d'émergence, le potentiel est suffisant (loi du tout ou rien), des potentiels d'action sont engendrés qui se propageront le long de l'axone sans déperdition. En arrivant à la membrane du bouton terminal, ils déclencheront la libération des microvésicules contenant les neurotransmetteurs, qui diffuseront dans la fente synaptique avant d'être captés par les récepteurs de la membrane postsynaptique.
La propagation de l'influx nerveux est un phénomène qui consomme de l'énergie, en particulier pour activer les pompes qui rétablissent l'équilibre ionique, après la re-perméabilisation de la membrane aux ions (fermeture des canaux ioniques). Cette énergie est fournie par la dégradation de l'adénosine triphosphate (ATP) en adénosine-diphosphate (ADP). L'ATP sera ensuite régénéré par les mitochondries.
On peut classer topographiquement les différents types de synapses en fonction de la partie de la cellule qui sert d'origine et d'arrivée. On aura ainsi des synapses :
- axodendritique, les plus fréquentes, où l'influx passe d'un axone à une dendrite ;
- axosomatique, où l'influx passe d'un axone à un corps cellulaire ;
- axoaxonique, où l'influx remonte d'un axone à un autre axone situé en amont pour la régulation du neurone pré-synaptique (généralement c'est une inhibition, une sorte de régulation en boucle) ;
- dendrodendritique, où l'influx passe d'une dendrite à une autre dendrite ;
- dendrosomatique, où l'influx passe d'une dendrite à un corps cellulaire ;
- somatosomatique, où la synapse se fait entre deux corps cellulaires.

Les synapses ne sont cependant pas les seules canaux de transmission d'influx nerveux entre les neurones, qui peuvent également recevoir l'influence électrique de fibres nerveuses voisines, on parle alors de transmission éphaptique.

### Neurogenèse et neurolyse
C'est durant les quatre premiers mois de la vie embryonnaire que l'augmentation la plus marquée du nombre de neurones est observable ; il se formerait environ 500 000 neurones par minute.
Durant la vie adulte les pertes neuronales spontanées ou causées par une dégénérescence pathologique (comme dans la maladie de Parkinson ou la maladie d'Alzheimer) ou encore par des traumatismes du système nerveux central sont définitives : le neurone est en effet une cellule non divisible, ce qui empêche le remplacement des neurones perdus. Mais des études tendent à montrer que certaines cellules souches équivalentes aux cellules gliales peuvent générer de nouvelles cellules gliales et de nouveaux neurones, que ce soit des cellules souches d'un cerveau mature ou d'un cerveau en maturation. Néanmoins, le dogme de l'absence de neurogenèse après la naissance est réfuté depuis les années 1970. De nouveaux neurones continuent à être produits tout au long de la vie adulte dans deux zones très restreintes du cerveau des mammifères, l'hippocampe et le bulbe olfactif.
La neurolyse est la destruction d'une cellule nerveuse, notamment par apoptose ou par des leucocytes ou des cellules gliales qui l'ont envahie et l'ont phagocytée. Elle désigne également l'opération chirurgicale consistant à libérer un nerf lorsque celui-ci est comprimé par une adhérence pathologique.

## Études

### Marquage neuronal
Des colorants ou marqueurs spécifiques sont utilisés depuis plus de 100 ans pour détecter les neurones et les colorer dans des préparations. Depuis peu, on peut même les observer en fluorescence sans les tuer. On peut aussi utiliser des anticorps dirigés contre les neurofilaments ou contre la protéine tau, qui ne sont retrouvés que dans les neurones.

### Transformation de cellules souches en neurones

Des neurones corticaux de souris en culture. Mars 2017.

En 2008, la transformation de cellules souches en neurones du cortex et leur greffe réussie dans le cerveau de souris (la majorité des nouveaux neurones s’étant connectés avec de nombreuses parties du cerveau des souris), effectuées à l’Université libre de Bruxelles, constitue une piste sérieuse pour la guérison de diverses maladies neurologiques et psychiatriques comme les épilepsies, les accidents vasculaires cérébraux, la maladie d'Alzheimer ou la schizophrénie.

### Modélisation
Des modèles de neurones sont utilisés dans une variété d'applications comme la simulation, les neuroprothèses ou d'interfaces cerveau-ordinateur. Il en existe une large variété et le modèle choisis dépendra du but.

#### Neurone formel
Un neurone formel est une représentation mathématique et informatique du neurone biologique. Il reproduit certaines caractéristiques biologiques, en particulier les dendrites, axone et synapses, au moyen de fonctions et de valeurs numériques. Les neurones formels sont regroupés en réseaux de neurones. Grâce à des algorithmes d'apprentissage automatique, on peut régler un réseau de neurones pour lui faire accomplir des tâches qui relèvent de l'intelligence artificielle.

### Implication dans les cancers
Le cerveau des mammifères (dont l'humain) dispose de petits stocks de cellules souches qu'il mobilise pour former de nouveaux neurones en cas de besoin. On trouve principalement ces cellules dans le gyrus denté et dans la zone sous-ventriculaire.
Claire Magnon et son équipe ont montré que des cancers comme le cancer de la prostate étaient capables de mobiliser ces cellules progénitrices de neurone à leur profit (en parvenant à leur faire traverser la barrière hémato-encéphalique). Une fois dans la tumeur, ces cellules deviennent des neurones matures, produisant de l'adrénaline, un neurotransmetteur qui contribue à la vascularisation et donc au développement de la tumeur,.